# André Payer
André Payer est un homme politique français né à Paris, 18e arrondissement le 30 novembre 1877 et décédé à Cannes, Alpes-Maritimes, le 14 juin 1953.
Industriel, président du conseil d'administration de la Presse française, il est conseiller municipal de Paris en 1912 et député de la Seine de 1919 à 1932, inscrit au groupe des Républicains socialistes, puis non inscrit. Il est secrétaire de la Chambre de 1919 à 1921. Il s'occupe beaucoup de questions d'hygiène et de logement.

## Sources
- « André Payer », dans le Dictionnaire des parlementaires français (1889-1940), sous la direction de Jean Jolly, PUF, 1960 [détail de l’édition]